# بلا أباد تشة
بلا أباد تشة هي قرية في مقاطعة نائين، إيران. عدد سكان هذه القرية هو 31 في سنة 2006.